# Keltiäissaari (ö i Södra Savolax, Pieksämäki)
Keltiäissaari är en ö i Finland. Den ligger i sjön Iso-Naakkima och i kommunen Pieksämäki i den ekonomiska regionen  Pieksämäki ekonomiska region  och landskapet Södra Savolax, i den södra delen av landet, 250 km nordost om huvudstaden Helsingfors. Öns area är 0,3 hektar och dess största längd är 80 meter i sydöst-nordvästlig riktning.